# 封孟绅
封孟紳（?—?），又作孟對、孟封。唐朝政治人物。
貞元十五年（799年）己卯科狀元，主考官是中書舍人高郢，同榜有張籍及李景儉。官終太常卿。事蹟失考。